# Kanton Arras-1
Der Kanton Arras-1 ist seit 2015 ein französischer Wahlkreis im Arrondissement Arras, im Département Pas-de-Calais und in der Region Hauts-de-France; sein Hauptort ist Arras. 

## Gemeinden
Der Kanton besteht aus 13 Gemeinden und Gemeindeteilen mit insgesamt 36.343 Einwohnern (Stand: 1. Januar 2022) auf einer Gesamtfläche von 97,10 km²:
| Gemeinde             | Einwohner 1. Januar 2022 | Fläche km² | Dichte Einw./km² | Code INSEE | Postleitzahl |
| -------------------- | ------------------------ | ---------- | ---------------- | ---------- | ------------ |
| Acq                  | 790                      | 4,86       | 163              | 62007      | 62144        |
| Anzin-Saint-Aubin    | 2.833                    | 5,13       | 552              | 62037      | 62223        |
| Arras                | 14.828                   | 5,28       | 2.808            | 62041      | 62200        |
| Beaumetz-lès-Loges   | 1.000                    | 4,98       | 201              | 62097      | 62123        |
| Dainville            | 5.718                    | 11,22      | 510              | 62263      | 62000        |
| Écurie               | 374                      | 2,99       | 125              | 62290      | 62223        |
| Étrun                | 326                      | 2,22       | 147              | 62320      | 62161        |
| Marœuil              | 2.430                    | 11,82      | 206              | 62557      | 62161        |
| Mont-Saint-Éloi      | 1.023                    | 15,85      | 65               | 62589      | 62144        |
| Neuville-Saint-Vaast | 1.626                    | 12,59      | 129              | 62609      | 62580        |
| Roclincourt          | 786                      | 5,93       | 133              | 62714      | 62223        |
| Sainte-Catherine     | 3.533                    | 4,40       | 803              | 62744      | 62223        |
| Wailly               | 1.076                    | 9,83       | 109              | 62869      | 62217        |
| Kanton Arras-1       | 36.343                   | 97,10      | 374              | 6202       | –            |

1. ↑   Nur der westliche Teil der Gemeinde, der Rest verteilt sich auf die Kantone Arras-2 und Arras-3.